# Bubalinocultura
Bubalinocultura é a área da Zootecnia que trata do estudo e da criação doméstica dos bubalinos. Família: Bovidae
Sub Família: Bovinae
Bubalus bubalis variedade bubalis: é o búfalo doméstico ou indiano, abrangendo os búfalos da Índia, Paquistão, China, Turquia e de vários países da Europa e América. Os búfalos provenientes da Itália também pertencem a esta subespécie. É denominado mundialmente de búfalo de rio.
Bubalus bubalis variedade Kerebau: é encontrado no Ceilão, Indochina, Ilhas da Indonésia e Filipinas.